# Borisz Anfijanovics Sahlin
Borisz Anfijanovics Sahlin (ukránul: Борис Анфіянович Шахлін, oroszul: Борис Анфиянович Шахлин; Isim, Tyumenyi terület, 1932. január 27. – Kijev, 2008. május 30.) hétszeres olimpiai bajnok, hatszoros világbajnok, hatszoros Európa-bajnok szovjet-ukrán tornász.

## Élete, pályafutása
Sahlin Oroszországban, a Tyumenyi terület kisvárosában, Isimben született. A tornával 1944-ben, 12 éves korában kezdett foglalkozni, első mestere Vaszilij A. Porfirjev volt. Később a Kijevi Testnevelési Intézetben tanult, ahol 1955-ben végzett. Első komoly edzője Alekszandr S. Misakov volt, aki Larisza Latinyinának is mestere volt. A tornászválogatottban 22 évesen debütált, és ugyanebben az évben megnyerte a Szovjetunió bajnokságát is.
Tornász pályafutása során tíz egyéni világbajnoki érmet szerzett. A legeredményesebben 1958-ban, a Moszkvában megrendezett világbajnokságon szerepelt, ahol öt aranyérmet szerzett: az egyéni összetett versenyen kívül megnyerte a korlát, a lólengés és a nyújtó versenyszámait, és tagja volt az aranyérmes csapatnak is.
Három olimpián vett részt, 13 olimpiai érmet szerzett, közte hét aranyat (Melbourne-ben kettőt, Rómában négyet, Tokióban egyet), amivel sokáig az olimpiai játékok legsikeresebb férfi tornásza volt (1980-ban előzte meg a szintén szovjet Nyikolaj Andrianov). A legjobb olimpiája az 1960-ban Rómában megrendezett játékok volt, ahol négy egyéni aranyérmet nyert: összetett egyéni, lólengés (holtversenyben a finn Eugen Ekmannal), korlát és lóugrás (a japán Ono Takasival holtversenyben).
Egy szívinfarktust követően 35 éves korában vonult vissza a versenyzéstől. 1968-ban tagja lett a Nemzetközi Tornaszövetség (FIG) férfi szakág technikai bizottságának, ahol egészen 1992-ig tevékenykedett. Ezt követően a Kijevi Testnevelési Intézetben tanított.
Sahlint 2002-ben beválasztották a Nemzetközi Torna Hírességek Csarnokába (Hall of Fame).

## Magánélete
1974-ben elvált feleségétől, Lariszától, majd 1977-ben újra összeházasodtak. Két lányuk született, Jekatyerina és Irina. Hogy nehéz helyzetbe került rokonait segíteni tudja, szinte minden megnyert érmét pénzzé tette.

## Fordítás
- Ez a szócikk részben vagy egészben  a   Boris Shakhlin című angol Wikipédia-szócikk ezen változatának fordításán alapul.  Az eredeti cikk szerkesztőit annak laptörténete sorolja fel. Ez a jelzés csupán a megfogalmazás eredetét és a szerzői jogokat jelzi, nem szolgál a cikkben szereplő információk forrásmegjelöléseként.
- Ez a szócikk részben vagy egészben  a(z)   Шахлин, Борис Анфиянович című orosz Wikipédia-szócikk ezen változatának fordításán alapul.  Az eredeti cikk szerkesztőit annak laptörténete sorolja fel. Ez a jelzés csupán a megfogalmazás eredetét és a szerzői jogokat jelzi, nem szolgál a cikkben szereplő információk forrásmegjelöléseként.